# Plus Magazine
Plus Magazine est un magazine en ligne de vulgarisation mathématique, publié par le Millennium Mathematics Project (en) de l'université de Cambridge,,,.
Plus contient :
- des articles de fond sur tous les aspects des mathématiques ;
- des critiques de livres et de manifestations de vulgarisation mathématique ;
- une section d'actualités ;
- des puzzles et des jeux mathématiques ;
- des interviews de mathématiciens ;
- le podcast de Plus, Maths on the Move ("les maths qui se font")

## Historique
Plus s'est d'abord appelé PASS Maths (Public Awareness and Schools Support for Maths, "soutien mathématique pour les écoles et le grand public") en 1997, en tant que  projet du Interactive Courseware Research and Development Group, collaboration de  l'université de Cambridge et de l'université de Keele. Plus fait maintenant partie du Millennium Mathematics Project (en), un projet de longue durée basé à Cambridge, mais actif dans le monde entier.
Parmi les auteurs connus d'articles de Plus figurent Stephen Hawking et Marcus du Sautoy.
Plus a gagné le prix Webby de 2001 comme Best Science Site on the Web, et a été décrit comme "un site excellent, construit par des gens ayant un vrai amour de ce sujet". En 2006, le Millennium Mathematics Project, dont Plus fait partie, a gagné le Queen's Anniversary Prize for Higher Education (en).